# Gasteria pulchra
Gasteria pulchra là một loài thực vật có hoa trong họ Măng tây. Loài này được (Aiton) Haw. mô tả khoa học đầu tiên năm 1812.